# Chiesa di Sant'Andrea (Orvieto)

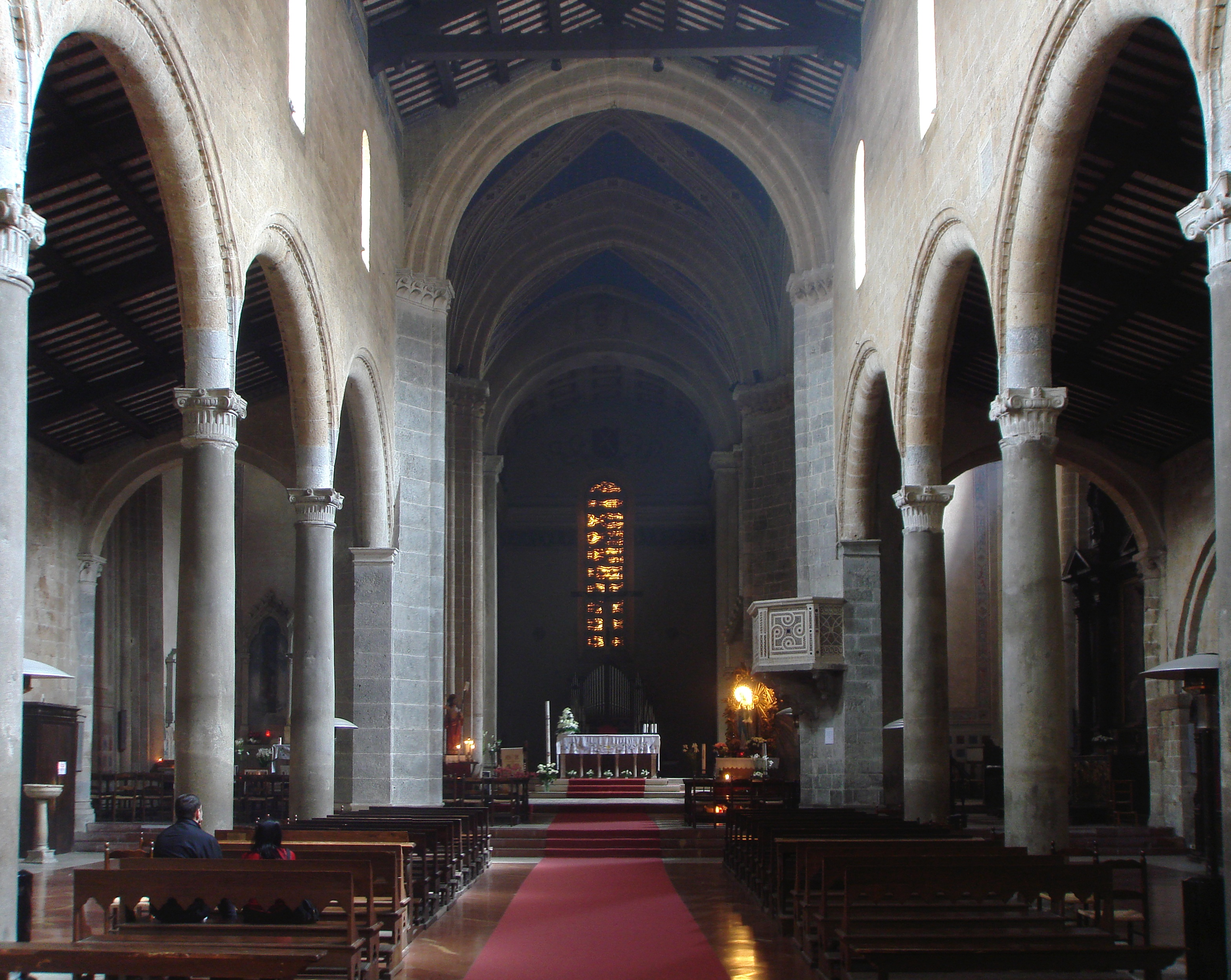
Interno della chiesa di Sant'Andrea

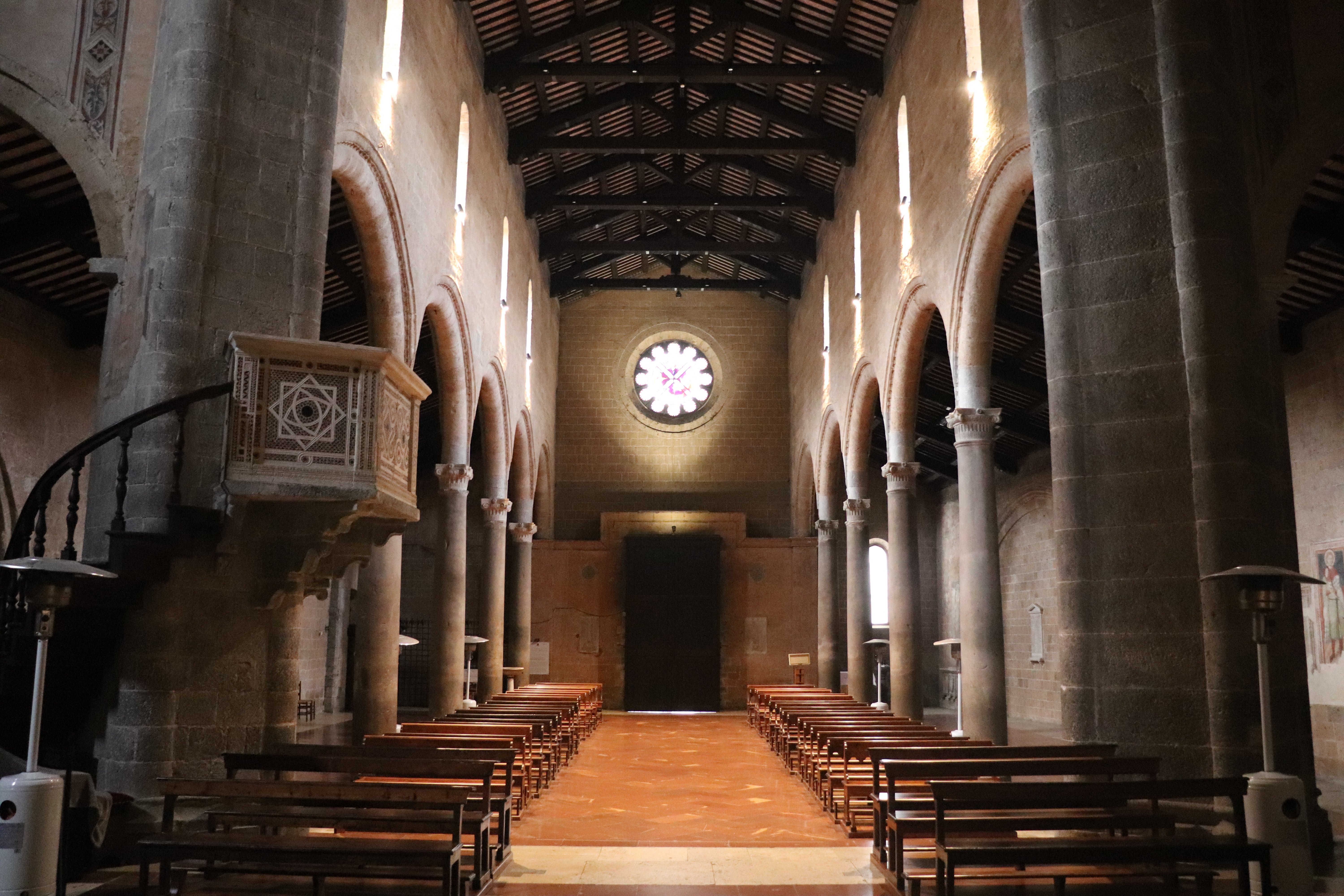
Interno Chiesa di Sant'Andrea

La chiesa di Sant'Andrea è un luogo di culto cattolico di Orvieto, in provincia di Terni, sede vescovile della diocesi di Orvieto-Todi.

## Storia
Fu restaurata dall'ingegnere Gustavo Giovannoni nel 1926 insieme alla torre dodecagonale. Con questo restauro furono inseriti nella facciata delle opere moderne, come gli altorilievi nella lunetta del portale, la vetrata del rosone e le maioliche e terrecotte del portico nuovo, ma questo restauro cancellò completamente le modifiche apportate nel '200-'300 e nel '500.

## Descrizione
La chiesa ha una struttura a croce latina, articolata in tre navate con transetto e abside semicircolare. La copertura delle navate è a capriate lignee, mentre l'incrocio fra il corpo centrale e il transetto è coperto da volte a crociera sorrette da pilastri a fascio. I muri perimetrali sono realizzati in tufo, il pavimento in marmo. Appartiene alla chiesa la torre dodecagonale che è molto simile a quella presente nell'Abbazia dei santi Severo e Martirio.
All'interno vi sono un pulpito cosmatesco, un'edicola tombale, i resti di un corpus di affreschi che comprendono opere risalenti al ‘300, al '600, alla fine dell'800. Al centro dell'abside quadrangolare, a pavimento, si trova l'organo a canne, costruito dai fratelli Migliorini nella prima metà del XX secolo e dotato di 10 registri. Il percorso museale è suddiviso in quattro sezioni:
- L'età del bronzo;
- L'età etrusca, in cui Orvieto veniva chiamata Velzna;
- L'epoca romana;
- L'epoca cristiana.

Nella cripta sono visibili resti delle precedenti fasi di utilizzo del complesso, che costituisce un luogo di culto già dal periodo villanoviano. Lo strato più notevole è quello superiore, in cui sono conservati estesi resti di mosaici pavimentali appartenenti al VI secolo, degli oggetti in bronzo e in ceramica dell'età del bronzo ed una pietra con una croce scolpita di epoca cristiana.
In questa chiesa, il 1º agosto 2016, si sono svolti i funerali dell'attrice Anna Marchesini.